# ناحیه کاورت، میشیگان
ناحیه کاورت (به انگلیسی: Covert Township) یک منطقهٔ مسکونی در ایالات متحده آمریکا است که در شهرستان ون بیورن، میشیگان واقع شده‌است.
 ناحیه کاورت ۹۰٫۶ کیلومتر مربع مساحت و ۲٬۸۸۸ نفر جمعیت دارد و ۱۹۷ متر بالاتر از سطح دریا واقع شده‌است.